# Сводная семья
Сводная семья — в традиционном определении, семья, в которой дети от разных родителей, состоящих в браке, проживают вместе («сведены»). Авторы современных книг по социологии используют более широкое понятие — семья, в которой хотя бы у одного из родителей уже были дети до вступления в данный брак, причём эти дети могут проживать как в данной, так и в другой семье. Дети, входящие в сводную семью, могут постоянно жить с одним из своих биологических родителей и посещать другого биологического родителя, или они могут жить поочерёдно у каждого из родителей.

## Место сводной семьи в обществе
Как в России, так и на Западе постепенно возрастает доля сводных семей в общей численности семей, а также растёт доля детей, проживающих в сводных семьях. В России доля подростков, проживающих в сводных семьях (с отчимом или сожителем матери) увеличилась с 1994 по 2012 г. с 8% до 14%. В США U.S. Census Bureau после 1990 года не собирает соответствующую статистику. Согласно оценкам, из 60 млн американских детей в возрасте до 13 лет, половина проживает в сводных семьях. В Германии 13,6 процентов семей с детьми младше 18 лет — это сводные семьи; около 10,9 процентов детей в возрасте до 18 лет проживают в сводных семьях. Таким образом, сводная семья — третий по распространённости тип семьи в Германии, после нуклеарной семьи и семьи с одним родителем. Во Франции в 2006 году около 1,2 млн детей младше 18 лет из общего их числа в 13,6 млн (или 8,8 процента) проживали в сводных семьях.

## Терминология
Для членов сводной семьи существуют специальные термины, обозначающие их родственные связи:
- отчим — муж матери по отношению к детям;
- мачеха — жена отца по отношению к детям;
- пасынок — сын по отношению к мужу или жене родных отца или матери;
- падчерица — дочь по отношению к мужу или жене родных отца или матери;
- сводный брат — сын мужа или жены отца или матери по отношению к остальным детям;
- сводная сестра — дочь мужа или жены отца или матери по отношению к остальным детям.

Термины сводный брат и сводная сестра могут употребляться в отношении родных только по отцу или матери детям, однако это является ошибкой.